# Sân bay Norrköping
Sân bay Norrköping (IATA: NRK, ICAO: ESSP) là một sân bay nằm gần Norrköping, Thụy Điển. Năm 2008, sân bay này đã phục vụ 113.515 lượt khách, tăng 30% so với năm 2007. Hãng hàng không Cimber Air là hãng chính hoạt động ở sân bay này. Ngoài các tuyến bay thường lệ, sân bay này cũng phục vụ một số tuyến bay thuê bao.
Sân bay này được xây năm 1934. Số lượng khác đạt cao nhất vào thập niên 1980 và suy giảm kể từ đó.

## Các hãng hàng không và tuyến bay
- Cimber Air (Copenhagen, Helsinki, München)
- Direktflyg (Visby)